# Rhodri der Große

Mittelalterliche Königreiche in Wales.

Rhodri der Große (walisisch Rhodri Mawr), auch Rhodri ap Merfyn Frych genannt (* ca. 820; † 878) wurde 844 nach dem Tod seines Vaters König von Gwynedd (844 bis 878), durch den Tod seines mütterlichen Onkels 854 König von Powys (854 bis 878) und durch den Tod seines Schwagers 871 König von Seisyllwg (855 bis 878) und dadurch zum Herrscher eines Großteils von Wales. Dies und die erfolgreiche Abwehr von Angriffen der Angelsachsen und der Wikinger trugen ihm als erstem walisischen Herrscher den Ehrentitel „der Große“ ein. In späteren Chroniken, wie etwa in den Annalen von Ulster, wird er sogar als „König der Briten“ und auch als „König von Wales“ bezeichnet, obwohl er diese Titel zu seinen Lebzeiten nie trug.

## Herkunft
Rhodri stammte aus einer sehr alten keltischen Herrscherfamilie, die sich der Tradition nach bis auf den legendären britischen König Beli Mawr (Beli der Große) zurückführen lässt. Dieser war wahrscheinlich ein historischer Herrscher, dessen Lebensdaten jedoch von Mythen derart überwuchert wurden, dass es schwer ist, historische Fakten herauszufiltern. Er dürfte der erste gewesen sein, der die keltischen Stämme in Britannien vereinigte und dadurch im Bewusstsein späterer Generationen einen besonderen Platz einnahm. Da die Legende ihn u. a. zum Vater von Caswallon (für die Römer Cassivellaunus (etwa 60 – 48 v. Chr.) macht, der zur Zeit der Invasion Britanniens durch Julius Caesar (55 v. Chr.) dort als Häuptling oder König regierte, könnte der Stammvater dieses Hauses, Beli Mawr, in der ersten Hälfte des ersten Jahrhunderts v. Chr. gelebt haben.
Nähere direkte Vorfahren Rhodris in männlicher Linie waren u. a.:
- Coel Hen (Coel der Alte) um 410 – 430 Herrscher im nördlichen Britannien, der sich nach dem Abzug der Römer gegen Vorstöße der Pikten und der Iren verteidigen musste.[3]
- Gwriad König der Isle of Man (cl. c. 800) an den das „Crux Guriad“ (Kreuz des Gwriad) in Maughold auf der Isle of Man (Insel Man) erinnert.[4] Er war mit Esyllt von Gwynedd, einer Tochter von Cynan Dindaethwy ap Rhodri, König von Gwynedd (798–816) verheiratet, woraus sich später der Anspruch seines Sohnes, Merfyn Frych ap Gwriad († 844), auf dieses Königreich stützte.[5]

Der Vater von Rhodri war Merfyn Frych ap Gwriad (Merfyn der Sommersprossige, Sohn von Gwriad), der nach einem langen internen Kampf zweier Brüder um die Krone von Gwynedd zwischen Cynan Dindaethwy ap Rhodri Molwynog, der von 798 bis 816 regierte und Hywel ap Rhodri Molwynog, der von 816 bis 825 regierte – im Jahre 825 zum König von Gwynedd (825–844) wurde. Dies dank seiner Mutter, Ethyllt (Esyllt) ferch Cynan, die eine Tochter des Königs Cynan Dindaethwy war. Merfyn beendete damit die Herrschaft des bisher in Gwynedd regierenden Königshauses, das sich von Maelgwn Hir ap Cadwallon (Maelgwn der Lange, Sohn des Cadwallon) kurz: Maelgwn Gwynedd, König von Gwynedd († ca. 547) ableitete und begründete dort eine neue Dynastie. Er starb nach den Annales Cambriae im Jahre 844 in der Schlacht von Cyfeil bei Ketell in Wales.
Rhodris Mutter war Nest ferch Cadell (Nest, Tochter des Cadell). Sie war eine Tochter des Cadell ap Brochfael (Cadell, Sohn des Brochfael), König von Powys (773–808) und eine Schwester von Cyngen ap Cadell (Cyngen, Sohn des Cadell), des 855 verstorbenen letzten Königs von Powys aus dem Haus der Gwertherion-Dynastie, den Nachkommen des Vortigern, der im 5. Jahrhundert zu den führenden britischen Herrschern zählte.

## Leben

### Aufstieg durch Heiratspolitik
Rhodri wurde um 820 der Tradition nach in der Burg von Caernarfon (am Ostufer der Menai Straits, gegenüber der Insel Anglesey) in Wales geboren und folgte seinem Vater Merfyn Frych ap Gwriad nach dessen Tod im Jahre 844 als König des historischen keltischen Königreiches Gwynedd, das sich im Nordwesten von Wales befand. Er wurde dadurch zu einem der wichtigsten walisischen Herrscher.

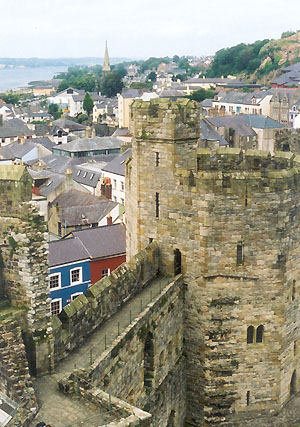
Blick auf Caernarfon von den Mauern der Burg, 2002

Der nächste Schritt zur Ausweitung seiner Macht war der Erwerb des Königreiches Powys im Jahre 854. Rhodris Mutter, Nest ferch Cadell ap Brochfael, stammte aus dem Haus der Könige von Powys, es war jedoch nicht vorherzusehen, dass dies besondere Bedeutung haben würde, da Nests Bruder Cyngen ap Cadell sein Land regierte und durch vier Söhne ausreichend für den Fortbestand der Dynastie gesorgt hatte.
Trotzdem gelang es Rhodri – unter nicht ganz geklärten Umständen – als Nachkomme in weiblicher Linie die Herrschaft an sich zu bringen und die Söhne Cyngens vom Thron zu verdrängen. Dies ist – angesichts der bestehenden Erbfolgeregeln in Wales, die ähnlich der Lex Salica die Bevorzugung männlicher Thronfolger vorsehen – schwer ohne List oder Gewalt zu erklären, es sei denn, man geht davon aus, dass die traditionelle Genealogie der Könige von Powys fehlerhaft wäre und etwa König Cyngen gar keine Söhne gehabt hätte, was jedoch im Widerspruch mit der bestehenden Überlieferung stünde. Rhodri dürfte daher erheblichen Druck auf seinen Schwager ausgeübt haben, um ihn zum Thronverzicht zu seinen Gunsten zu bewegen. König Cyngen begab sich jedenfalls auf eine Pilgerfahrt nach Rom, wo er 855 verstarb, worauf Rhodri auch die Krone von Powys übernahm.
Der zweite Schritt zur Beherrschung von fast ganz Wales war die Ehe Rhodris mit Angharad ferch Meurig (Angharad, Tochter des Meurig), sie war eine Tochter des Meurig ap Dyfnwallon König von Seisyllwg. Dieses historische walisische Königreich lag im Südwesten von Wales und umfasste die Provinzen Ceredigion, Cantref Mawr und Ystrad Tywi und grenzte im Westen an das Königreich Dyfed. Die dort regierende Dynastie, deren ursprüngliches Kernland das Unter-Königreich Ceredigion war, leitet sich der Tradition nach vom eponymen Stammvater, Ceredig (cl. c. 470), einem Sohn des halblegendären britischen Königs Cunedda ab.
Auch im Königreich Seisyllwg war eine Nachfolge Rhodris nicht vorherzusehen, da nach dem Tod seines Schwiegervaters, König Meurig, Rhodris Schwager, Gwgon ap Meurig als König von Seisyllwg regierte. Rhodri intervenierte jedoch als mächtigster Nachbar in die Politik seines Schwagers, der unter nicht ganz geklärten Umständen – mit oder ohne Zutun Rhodris – im Jahre 871 ertrank, worauf Rhodri auch dessen Königreich annektierte.
Rhodri regierte damit einen Großteil von Wales, das zuletzt in ähnlichem Umfang Jahrhunderte zuvor – um 534 bis 549 – von Maelgwn Hir ap Cadwallon Lawhir (Maelgwyn der Lange, Sohn des Cadwallon Lawhir) regiert worden war.

Karte über den Herrschaftsbereich von Rhodri dem Großen
Gwynedd, Das Königreich Rhodris
Das Gebiet von Morgannwg

### Verteidigung nach außen
Es war ein Glück für das keltische Wales, dass damals mit Rhodri ein tatkräftiger und mächtiger Herrscher vorhanden war, da Wales sowohl vom Osten – durch die Angelsachsen – als auch vom Westen, vom Meer her, durch die Wikinger angegriffen wurde:
Im Jahr 853 kam es zu einem gemeinsamen Angriff des Königs Burgred von Mercia (852–874) und des Königs Æthelwulf von Wessex, bei dem das Königreich Powys überrannt wurde, Rhodri jedoch den Angriff auf Gwynedd abwehren konnte und die Angreifer zum Rückzug zwang.
Zwei Gedichte des Sedulius Scotus, die dieser am Hof Karls des Kahlen, König des Westfrankenreiches (843–877) schrieb, feiern die Siege von „Roricus“ über die Normannen.
Bereits zwei Jahre später, 855, kam es zum ersten Angriff der Wikinger auf Wales, der an der Küste der Insel Anglesey (walisisch Ynis Mon) erfolgte und zu weitgehenden Plünderungen führte. Rhodri stärkte nach deren Abzug die vorhandenen Verteidigungsanlagen und sammelte im nächsten Jahr ein Heer um den Wikingern entgegenzutreten. Es gelang ihm, die dänischen Piraten zu besiegen und deren Anführer Gorm (Gormr) zu töten. Dieser Sieg wurde nicht nur in Gwynedd, sondern in der ganzen Region gefeiert, da inzwischen auch Irland und England Ziel zahlreicher Wikingerüberfälle geworden waren.
Dieser Sieg erwies sich als dauerhaft, da es in den nächsten 20 Jahren zu keinen Angriffen der Wikinger auf Gwynedd kam, wohl aber zu solchen auf England, Irland und in Südwales auf das benachbarte Königreich Dyfed.
Die Tatsache, dass es Rhodri gelang, sich erfolgreich sowohl gegen die Angriffe der Angelsachsen im Osten, wie gegen die der Wikinger zu wehren zeigt, dass er über strategisches Geschick und Organisationstalent verfügte.

### Niederlage und Tod
Nach über dreißig Jahren erfolgreicher Regierung kam der Moment, in dem die Gegner, die aus ihren Niederlagen gelernt hatten, die Oberhand gewannen:
Im Jahre 877 erneuerten die Dänen ihre Angriffe auf Anglesey. Anders als zuvor hatten sie sich inzwischen in Dublin in Irland und auf den Hebriden Militärbasen geschaffen und kamen mit einer großen Flotte. Es gelang ihnen daher, die von Rhodri errichteten Verteidigungsanlagen zu durchbrechen und weite Teile des Landes zu verwüsten. Rhodri wurde in einer denkwürdigen Schlacht, die in der walisischen Erinnerung als „gweith duw sul“ (die Sonntagsschlacht) weiterlebt, besiegt und musste sich nach Irland in Sicherheit bringen.
Er kehrte im Jahr 878 aus Irland in sein Königreich zurück, sah sich dort aber noch im selben Jahr einem massiven Angriff des Königs Ceolwulf II. von Mercia  gegenüber, der Vasall Sigurd (Schlangenauge) (873 – 903) war. Mit einem eilig zusammengestellten Heer warf sich Rhodri der angelsächsischen Armee entgegen, wurde jedoch besiegt und starb in der Schlacht.
Der Tradition zufolge soll Rhodri Mawr im 9. Jahrhundert Dinefwr Castle erbaut haben, jedoch sind kaum noch Überreste aus dieser Zeit vorhanden. Dinefwr wurde jedoch der Hauptsitz von Rhodris Enkel, Hywel Dda dem ersten König von Deheubarth, der wie dieser einen Großteil von Wales beherrschte.

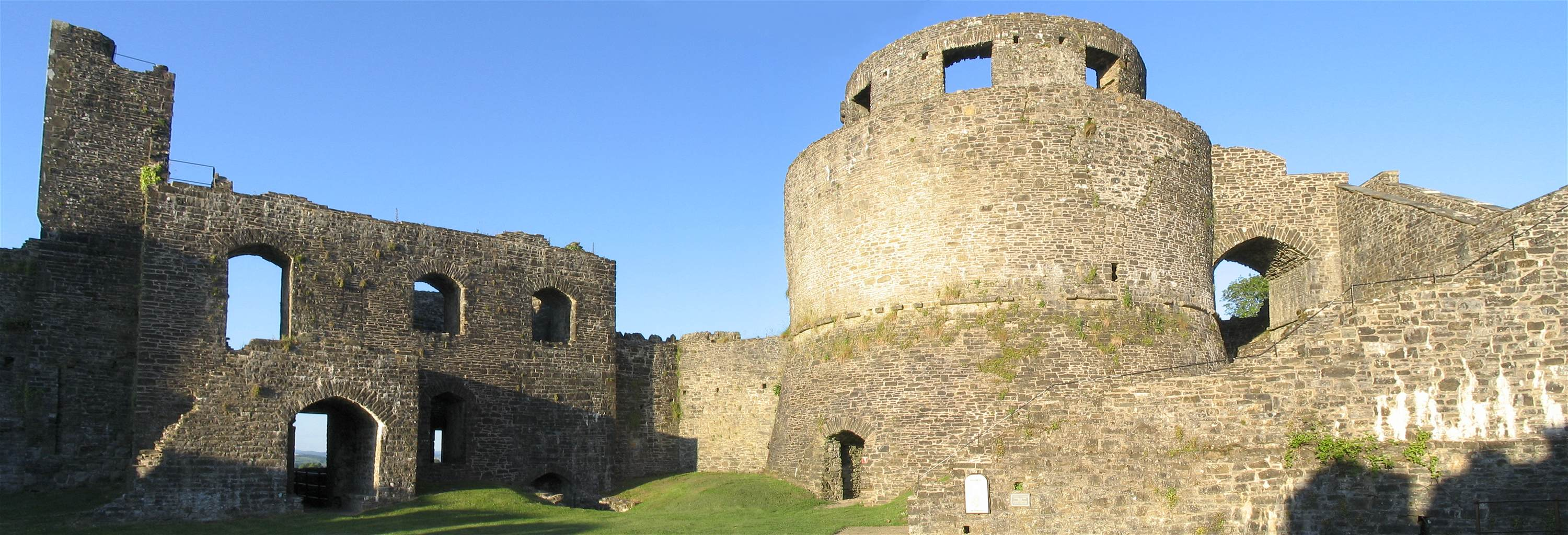
Dinefwr Castle

## Ehe und Nachkommen
Rhodri der Große war mit Angharad ferch Meurig, einer Tochter des Königs Meurig ap Dyfnvallon von Seisyllwg verheiratet.
Kinder
Rhodri hatte u. a. folgende Kinder:
- Anarawd ap Rhodri, König von Gwynedd (878–916)
- Cadell ap Rhodri, König von Seisyllwg (878–910), der das benachbarte walisische Königreich Dyfed eroberte
- Merfyn ap Rhodri, König von Powys (878–900)
- Nest ferch Rhodri
- Gwriad ap Rhodri, † 867 in Anglesey